# Historie verzí Windows 10
Windows 10 je operační systém, který firma Microsoft začala poskytovat v režimu software as a service. Vývoj probíhá průběžně a koncovým uživatelům jsou poskytovány nové revize systému. Pro geeky a vývojáře je k dispozici beta verze z kanálu Windows Insider (dříve „Windows Technical Preview“).
Životní cyklus: konkrétní datum dostupnosti a ukončení servisní podpory Windows 10 závisí na kombinaci verze a edice systému.

## Seznam verzí

### Technical Preview
Windows 10 Technical Preview byla první veřejně vypuštěná verze. Stáhnout si ji mohl každý, Microsoft však varoval, že jde o velmi ranou verzi systému a mohou proto nastávat problémy jako zamrzání systému nebo odstranění uživatelských dat. Navíc je používání této verze doporučeno pouze technicky zdatnějším jedincům. Existuje ve dvou verzích: základní Windows 10 Technical Preview a verze pro firmy – Windows 10 Technical Preview for Business.

#### Build 9841
Build 9841 je první verzí Technical Preview, který vyšel 1. října 2014. Obsahuje již dříve známé změny jako novou nabídku Start, kterou je možné přepnout do nabídky z Windows 8, virtuální pracovní plochy, spouštění "moderních" aplikací v okně a nebo vylepšené uchytávání oken. Zahrnuje také aplikaci Windows Feedback, pomocí které zanechávají její uživatelé zpětnou vazbu Microsoftu. Hlásí se jako 6.4

#### Build 9860
Build 9860 vyšel 23. října 2014. Podle Microsoftu se většina změn udála uvnitř systému, jsou zde však také viditelnější změny, například přidání Notifikačního centra nebo více animací. Barva oken moderních aplikací se vrátila na standardní černou a při kliknutí na ikonu Wi-Fi na hlavním panelu se rovnou otevře nastavení sítí, nikoli wi-fi (tuto funkci však Microsoft vrátil zpět).

#### Build 9879
Další sestavení Windows 10 vyšlo 13. listopadu 2014. Toto sestavení hlavně opravilo chyby a vylepšilo podávání zpětné vazby: byla přidána aplikace Insider Hub, která informuje o změnách v systému, a aplikace Windows Feedback byla vylepšena. Tlačítka Hledat a Task View lze nyní odstranit z Hlavního panelu. Navíc tato verze přináší několik nových ikon složek.

#### Build 9926
Build 9926 byl vydán 23. ledna 2015. Toto sestavení přináší především českou lokalizaci, personální asistentku Cortana (ta funguje ale pouze s nastavenou angličtinou), nabídku Start kombinující nabídku z Windows 7 a 8, několik nových aplikací (Mapy, Fotografie a Xbox) a nové rychlé přepínače pro Wifi, Bluetooth a podobně. Již se hlásí jako Windows 10.0., obsahuje vylepšenou podporu grafiky API DirectX 12.

#### Build 10041
Build 10041 byl uvolněn 18. března 2015. Tato verze systému přináší průhlednou nabídku Start, možnost přetahování oken mezi plochami, Cortana je dostupná pro některé další oblasti a Wi-Fi se nově zapíná a vypíná ve speciální nabídce, ne v nastavení. Změnou prošla také aplikace pro zasílání zpětné vazby, která usnadňuje testerům zasílání souhlasů s nápadem.

#### Build 10049
Toto sestavení vyšlo 31. března 2015, ovšem pouze pro testery v tzv. Fast ringu. Neobsahuje mnoho změn, protože je vvydané krátce po předchozím buildu, tou zásadní je ale nový prohlížeč, Project Spartan.

#### Build 10061
Build 10061 byl uvolněn 22. dubna 2015. Nabídka Start má opět více možností při změnách velikosti, přibyly možnosti pro přizpůsobení počítače. Zároveň sestavení obsahuje nové aplikace, Poštu, Kalendář a Počasí, které zapadají do celkového vzhledu systému.

### Insider Preview
Do fáze Insider Preview se systém dostal po konferenci Microsoft Build 2015.

#### Build 10074
Toto sestavení vyšlo 30. dubna 2015 v předvečer konání konference Microsoft Build 2015. Sestavení 10074 přináší spíše dílčí změny systému. Došlo k opravě mnoha chyb, živé dlaždice dostaly jinou animaci a byly aktualizovány či přidány nové univerzální aplikace. Nové funkce dostala také Cortana, ta však v České republice není dostupná.

#### Build 10122
Vyšel 20. května 2015.

#### Build 10130
Vyšel 30. května 2015 (v USA 29. vlivem časového posunu). Platnost vyprší 2.10.2015 1:59.

#### Build 10158
Vyšel 30. června 2015. Opravuje převážně chyby a obsahuje nové tapety na plochu. Také došlo k drobným kosmetickým změnám.

#### Build 10159
Vyšel den po 10158 byly přidány 3 nové tapety včetně tapety Hero a přihlašovací/zamykací obrazovky. Taky opravuje okolo 300 chyb oproti předchozí verzi.

#### Build 10162
Vyšel 3. července 2015. Má opravovat stabilitu, výkon baterie a kompatibilitu. Vyšlo i v pomalém okruhu a na ISO.

#### Build 10166
Uvolněn 9. července 2015 v rychlém aktualizačním kanálu.

#### Build 10240
Uvolněn 15. července 2015. Obsahuje novou verzi prohlížeče Edge, který má být výrazněji rychlejší. Jedná se o tzv. RTM(Release to Manufacturing – uvolněním do výroby), což je finální verze Windows 10.
Finalní verze Windows 10 vyšla 29.7.2015.

#### verze 1511

##### Build 10532
Vyšel asi měsíc po vydání Windows 10. Platnost tohoto sestavení vyprší 16.7.2016.

##### Build 10547
Uvolněn 18.9.2015.

##### Build 10565
Uvolněn 12.10. 2015.  Přináší mnoho novinek, z nichž nejzajímavější je integrace služby Skype, podpora IP hovorů a videopřenosů (Messaging, Phone a Skype Video). V Centru akcí rovněž přibylo nové tlačítko Quick Reply pro okamžitou možnost odpovědi na zprávu bez nutnosti otevření aplikace. Tyto funkce se objeví také v chystané mobilní verzi Windows 10. Tento build obsahuje také vylepšenou aktivací, která bude ve finální verzi přijímat produktové klíče z Windows 7 a 8.x

##### Build 10576
Uvolněn byl na sklonku října a listopadu. Upravuje drobně vzhled, opravuje chyby a přidává další nové funkce

##### Build 10586
Uvolněn 5.11. 2015,
Kódové jméno je nyní Threshold 2,
Vylepšené aplikace Mail, Kalendář, Fotky, Groove, Xbox, Obchod, OneNote, Solitaire, a více!,
Výkon je nyní o 30 % vyšší než u vašeho zařízení.

#### verze 1607

##### Build 11082
16. prosince 2015 vydal Microsoft 1.první zkušební build příští velké aktualizace Windows s kódovým označením Redstone. Od roku 2016 se budou sestavení operačního systému dostávat rychleji jenom na "Fast Ring". Experimentální podpora pro VP9 byla přidána, vylepšený OneCore a přidaná aplikace "Insider Hub"

##### Build 11099
13. ledna 2016 Microsoft vydal druhý zkušební build příští velké aktualizace Windows s kódovým označením Redstone. Obsahuje vylepšený OneCore, Opraveno kopírování nebo vyjmutí (Měly by se zobrazit správně dialogy ve správném čase).

##### Build 11102
Vydáno 21. 1. 2016. Viditelnou novinkou je pouze obohacený prohlížeč Microsoft Edge, ale jádru systému je těch novinek celkem 1200.

##### Build 11103
Toto sestavení nemá datum a neobsahuje žádné opravy či nové obohacení.

##### Build 14251
28. 1. 2016 Důvod vydání tohoto sestavení je především sjednotit čísla sestavení mobilní verze a verze pro desktop, kde mobilní verze měla náskok v počtu sestavení.

##### Build 14267
Vydáno 4. 2. 2016
Opravy:
- Programy by už neměly padat kvůli chybě paměťového subsystému.
- Do akčního centra se vrátilo tlačítko Připojit.
- Vývojářské nástroje (klávesa F12) v prohlížeči Edge již fungují korektně.
- Navrhované (reklamní) aplikace se již v nabídce Start nezobrazují, pokud jsou v nastavení vypnuté. Dříve nastavení nemělo vliv.
- V nastavení zamykací obrazovky je volba „Get fun facts, tips, tricks and more on your lock screen“, která na monitoru ukazuje tipy a triky. Standardně je vypnutá. Po zapnutí se dříve časem opět vypnula. Teď se nastavení zachová. Toto nastavení však v české verzi Windows 10 chybí.
- Opravena chyba s rozházením ikon po ploše, pokud se změnilo DPI ze 100 % na 150 nebo 175 %.
- Do ZIPu lze v Průzkumníku opět vkládat soubory ze schránky (myší přes dialog i zkratku Ctrl+V).

##### Build 14271
Vydáno 24.2. 2016

##### Build 14279
Vydáno 4.3. 2016

##### Build 14295
Vydán 25.3 v rychlém a 30.3. 2016 v pomalém kanálu (v 1. den konání konference Microsoft Build 2016) Obsahuje Microsoft Edge verze 34 který již podporuje rozšíření doplňky.

##### Build 14316
Vydán 6.4. 2016 v rychlém kanálu. Přidána podpora nástrojů Bash on Ubuntu on Windows

##### Build 14328
Vydán 22.4.2016, obsahuje novou aplikaci Windows Ink, nový Start Menu, nový design akčního centra a mnoho dalšího.

##### Build 14342
Vyšel 18.5.2016 (verze 1511) obsahuje podporu projektu Centennial

##### Build 14366
Vyšel 16.6. 2016. Do počasí byly přidány mapy (verze 1606)

##### Build 14583
Vyšel 8.7.2016. Už neobsahuje časové razítko, jedná se tedy nejspíše o finální aktualizaci Anniversary update

##### Build 14393
Vyšel 15.7.2016. Jedná se o RTM verzi která byla dostupná 2.8.2016 pro všechny počítače s Windows 10

#### verze 1703
| Insider Preview verze Windows 10 1703 | Insider Preview verze Windows 10 1703     | Insider Preview verze Windows 10 1703 |
| Version                               | Release date(s)                           | Highlights |
| ------------------------------------- | ----------------------------------------- | --- |
| 10.0.14901                            | Fast ring: 11.8.2016                      | - Nově je možné zobrazovat notifikace v průzkumníku souborů v sekci Rychlý přístup. |
| 10.0.14915                            | Fast ring: 31.8.2016                      | - Vylepšení stahování a aktualizací aplikací ze Store. |
| 10.0.14926                            | Fast ring: 14.9.2016                      | - Microsoft Edge dostal novou funkci odložit na později. - Odstraněné aplikace nyní už nebudou reinstalovány při každém upgrade na novější verzi. - Přihlašení pomocí PINu nyní funguje i při vyplém Num Lock. - Microsoft Edge nově umí exportovat oblíbené položky jako HTML soubor. |
| 10.0.14931                            | Fast ring: 21.9.2016 Slow ring: 5.10.2016 | - aktualizace aplikace Feedback Hub - aktualizace aplikace Mapy - Skype Preview nově podporuje posílání SMS a MMS - Nativní podpora USB Audio 2.0 |
| Version                               | Release date(s)                           | Highlights |

##### Build 14942
Vyšel 10.10.2016 
Změn se dočkal správce obrázků Fotky, který je nyní k dispozici i ve světlém provedení. Editor registru se dočkal adresního řádku pro rychlou navigaci na konkrétní cestu. Čistší systém, přehlednější Správce úloh a stabilnější systém viz odkaz. 

##### Build 15002
Vyšel 11. 1. 2017. Edge dostal nový vzhled a funkce

##### Build 15007
Vyšel 14.1 2017. vyšel i pro telefony (Windows 10 Mobile)

##### Build 15019
Vyšel 28.1. 2017. Asi největší změna oproti předchozímu buildu je změna ikony a názvu poslední položky v nastavení z Holografic na Mixed Reality. Objevil se zde tzv. "Game Mode" 
Některé buildy nemají napsaný changelog kvůli nedostatku aktivních uživatelů.

##### Build 15025
Vyšel asi 3.2 .2017. Z rychlého nastavení zase zmizela položka Mixed Reality

##### Build 15031
Vyšel  9.2.2017

#### verze 1903
Verze 1903, s kódovým označením „19H1“ je sedmá velká aktualizace pro Windows 10 a po dlouhé době nemá v kódovém označení „Redstone“. První sestavení bylo vydáno 25. července 2018 Insiderům ve Skip Ahead ringu.
| Insider Preview verze Windows 10 1903 | Insider Preview verze Windows 10 1903 | Insider Preview verze Windows 10 1903 |
| Verze                                 | Datum vydání                          | Změny |
| ------------------------------------- | ------------------------------------- | --- |
| 10.0.18298                            | Skip Ahead a Fast ring: 10.12.2018    | - vylepšení Průzkumníku souborů - nová ikona průzkumníku - změna výchozího řazení ve složce Stažené soubory - vylepšení poznámkového bloku - přidána podpora pro kódování UTF-8 bez BOM - nový indikátor upraveného dokumentu - nové tlačitko pro zpětnou vazbu - přidána podpora pro další klávesové zkratky - přidána podpora pro otvírání souborů s cestou která je delší než 260 znaků - nová záložka Terminál v nastavení pro každé konzolové okno - spoustu menších vylepšení nabídky Start, dotykové klávesnice, předčítání, usnadnění přístupu a instalačního průvodce - nový indikátor čekajících aktualizací v nabídce Start |
| Verze                                 | Datum vydání                          | Změny |

#### verze 21H1
Aktualizace Windows 10 May 2021 Update (kódové označení „21H1“) je stabilní sestavení systému Windows 10. Nese číslo sestavení 10.0.19043. První náhled byl vydán pro ty (Insidery), kteří se přihlásili do kanálu Beta 17. února 2021. Aktualizace se začala šířit 18. května 2021.
| Insider Preview verze Windows 10 21H1 | Insider Preview verze Windows 10 21H1 | Insider Preview verze Windows 10 21H1 |
| Verze                                 | Datum vydání                          | Změny |
| ------------------------------------- | ------------------------------------- | --- |
| 10.0.19043                            | Skip Ahead a Fast ring: 18.05.2021    | - Přidána podpora více kamer pro Windows Hello - Nová funkce „Zprávy a zájmy“ (anglicky News and Interests) na hlavním panelu - Vylepšení výkonu služby Windows Defender Application Guard a služby zásad skupiny WMI (anglicky Windows Management Instrumentation) Podpora končí 13. prosince 2022 |

#### verze 21H2
Aktualizace Windows 10 November 2021 Update (kódové označení verze „21H2“) je dvanáctou velkou aktualizací systému Windows 10. Nese číslo sestavení 10.0.19044. První náhled byl vydán 15. července 2021 pro uživatele programu Insider, kteří se přihlásili do kanálu Release Preview a nesplnili minimální systémové požadavky pro Windows 11. Aktualizace se začala šířit 16. listopadu 2021.
Měla by to být první aktualizace v projektu „Sun Valley“, který má výrazným způsobem změnit design a uživatelskou zkušenost. 
Podpora končí 13. června 2023 pro verze Home, Pro, Pro Education a Pro for Workstations, resp. 11. června 2024 pro verze Enterprise, Education a IoT Enterprise.
| Insider Preview verze Windows 10 21H2 | Insider Preview verze Windows 10 21H2 | Insider Preview verze Windows 10 21H2 |
| Verze                                 | Datum vydání                          | Změny |
| ------------------------------------- | ------------------------------------- | --- |
| 10.0.19044                            | 16.11.2021                            | - Podpora Wi-Fi 6E - Podpora GPU výpočtů v subsystémech Windows Subsystem for Linux (WSL) a Azure IoT Edge for Linux v nasazeních systému Windows (EFLOW). - Nové zjednodušené modely nasazení bez hesla (anglicky Passwordless authentication) pro Windows Hello pro firmy (anglicky Windows Hello for Business) - Podpora standardů WPA3 Hash-to-Element (H2E) |
| 10.0.20246.1                          | Dev channel: 29.10.2020               | - Odstraněn nový volič emoji, redesignovaná dotyková klávesnice, hlasové vyhledávání a dalších funkcí z důvodu údržby. |
| 10.0.21343.1000                       | Dev channel: 24.3.2021                | - Nové ikony v Průzkumníku souborů i ve zbytku systému - Vylepšení ve Windows Sandbox a Microsoft Defender Application Guard - Složka "Administrative Tools" v nabídce Start byla přejmenována na "Windows Tools" |
| Verze                                 | Datum vydání                          | Změny |

#### verze 22H2
Windows 10 verze 22H2 je třináctou hlavní aktualizací systému Windows 10. Nese číslo sestavení 10.0.19045. První náhled byl uvolněn pro uživatele programu Insider, kteří se přihlásili do kanálu Release Preview 28. července 2022.
| Insider Preview verze Windows 10 22H2 | Insider Preview verze Windows 10 22H2 | Insider Preview verze Windows 10 22H2 |
| Verze                                 | Datum vydání                          | Změny                                 |
| ------------------------------------- | ------------------------------------- | ------------------------------------- |
| 10.0.19045                            | 28.7. 2022                            |                                       |

### Skip Ahead / Fast Ring / Dev Channel

#### Skip Ahead
Skip Ahead ring programu Windows Insider Preview přestala společnost Microsoft nabízet před uvedením aktualizace Windows 10 November 2019 Update. Společnost také změnila přístup k aktualizacím systému Windows na dvakrát ročně.
Do té doby společnost Microsoft nabízela Windows Insider Preview programy (kroužky, anglicky rings):
- Fast Ring – méně stabilní, ale nejčerstvější sestavení
- Slow Ring – stabilnější sestavení
- Skip Ahead – velmi raná sestavení systému Windows 10
- Release Preview

Program Skip Ahead měl omezený počet uživatelů přihlášených do této části programu Windows 10 Insider Preview. Distribuoval velmi raná sestavení systému Windows 10 z vývojové větve.

#### Fast Ring
16. prosince 2019 společnost Microsoft oznámila, že uživatelé programu Windows Insider ve Fast Ring budou dostávat sestavení přímo z větve rs_prerelease, která nejsou přiřazena ke konkrétní verzi systému Windows 10. První sestavení vydané v rámci nové strategie, sestavení 19536, bylo Insiderům zpřístupněno téhož dne.
Větev mn_release byla k dispozici od 13. května 2020 do 17. června 2020. Větev byla povinná pro Insidery ve Fast ringu.

#### Dev Channel
Od 15. června 2020 zavedla společnost Microsoft do svého programu Windows Insider model „kanálů“ (anglicky channels), který nahradil model „kruh“ (anglicky ring). Všechna budoucí sestavení počínaje sestavením 10.0.20150 by tedy byla uvolňována pro uživatele programu Windows Insider v kanálu Dev Channel.
Větev fe_release byla k dispozici od 29. října 2020 do 6. ledna 2021. Pro Insidery byla povinná do 10. prosince. Poté se Insiders mohli rozhodnout přejít zpět na větev rs_prerelease.
Větev co_release byla k dispozici od 5. dubna do 14. června 2021. Tato větev byla povinná pro Insidery.
Od 28. června 2021 přešel kanál Dev Channel na systém Windows 11.